# 格洛麗亞·格雷厄姆
格洛麗亞·格雷厄姆（英語：Gloria Grahame，1923年11月28日—1981年10月5日）是美國演員，她曾獲得奧斯卡最佳女配角獎。